# Maniola fracta
Maniola fracta är en fjärilsart som beskrevs av Zweigelt 1918. Maniola fracta ingår i släktet Maniola och familjen praktfjärilar. Inga underarter finns listade i Catalogue of Life.